# Bad Segeberg
Bad Segeberg település Németországban, Schleswig-Holstein tartományban. Segeberg járás központja. Lakosainak száma 18 891 fő (2023. december 31.).

## Népesség
A település népességének változása:
| Lakosok száma | 13 320 | 17 176 | 17 273 | 17 267 | 17 529 | 18 221 | 18 891 |
|               | 1975   | 2015   | 2017   | 2019   | 2021   | 2022   | 2023   |